# 伊朗航空291號班機空難
伊朗航空291號班機空難是伊朗航空一班的來回梅赫拉巴德國際機場至沙希德·哈希米内贾德国际机场航班，1980年1月21日，一架波音727客機墜毀於厄爾布爾士山脈，造成128名乘客死亡。